# Mollerussa Televisió
Mollerussa Televisió es una cadena de televisión catalana de ámbito local y en abierto que emite las 24 horas, Es propiedad de Mollerussa audiovisuals . Opera en la comarca de la Plana de Urgel. Toda su programación es en catalán
.
Mollerussa Televisió fue una iniciativa de tres jóvenes que querían que tanto Mollerusa coma la comarca de la Plana de Urgel tuviesen una televisión local.Comenzó sus emisiones el 1 de  septiembre del 2015.
Su programación se centra en la información tanto de la localidad como también de la comarca de Plana de Urgel como también en programas especiales como deportivos  y culturales. Combina tanto la producción propia como la producción echa por La xarxa.
Mollerussa Televisió es una canal de televisión que emite a través de internet de forma online, pero en un futuro no se descarta de que pueda emitirse a través de la TDT.

## Programación
- CONNECTA LLEIDA PIRINEUS
- AL DIA PONENT
- ENTREVISTES
- NOTÍCIES EN XARXA
- FET A MIDA
- LA PORTERÍA
- CONECTI.CAT